# 宇都宮孝平
宇都宮 孝平（うつのみや こうへい、1897年（明治30年）5月6日 - 1988年（昭和63年）5月18日）は、日本の内務官僚、政治家。青森県知事、松山市長を歴任した。

## 経歴
1897年5月6日、愛媛県喜多郡内子町に生まれる。1917年、旧制松山中学（のち愛媛県立松山東高等学校）を卒業。1920年に旧制第七高等学校を卒業後、東京帝国大学法学部に入学する。
1923年に東京帝国大学を卒業すると内務省へ就職し、内閣東北局長などとして東北地方の地域開発に尽力した。第二次世界大戦（太平洋戦争）下の1943年には 官選で青森県知事に着任するが、翌1944年8月1日に依願免本官となり退官。戦後、公職追放を受けたため松山に戻り、井関農機株式会社顧問となった。

### 松山市長
77歳の松山市長黒田政一は、高齢多選批判を受けていたにもかかわらず1963年松山市長選に立候補した。これに対して宇都宮は「市政刷新」を掲げて選挙戦に立候補した。井関の社員や労働組合の支援を受けた宇都宮は市内各地で浸透を図り、黒田の地元（三津）以外で得票を上回って松山市長に初当選した。
当選した宇都宮は黒田の工業化路線を維持し、市民会館を松山城の堀之内に建設した。しかし、この市民会館建設を巡る汚職で松山市議会議員7人が逮捕された。市民の批判によって、1966年に市議会は自主解散に追い込まれた。宇都宮が再選を目指した1967年の松山市長選では黒田が再び立候補し、現・旧市長による事実上の一騎討ちとなった。しかし、今回も組織票を固めた宇都宮が勝利した。なお、この時の投票率は前回よりも約23ポイント低い61.9%であり、これ以降松山市長選における低投票率は定着していった。
愛媛県知事久松定武の後任を決める1971年の愛媛県知事選では、保守系の白石春樹と革新系の湯山勇で争われたが、松山では湯山が、当選した白石よりも2万5000票以上得票していた。このことから、1971年の松山市長選に革新統一候補として愛媛県教職員組合の幹部・桧垣俊蔵が擁立された。しかし、宇都宮は現職の強みを生かして大差で3選を果たした。
宇都宮が市長を務めた3期12年間の間、松山は大きく発展し、人口では香川県高松市を抜いて四国最大の都市に成長した。製造品出荷額は新居浜市と肩を並べるまでに高まった。また、国道11号・国道33号・国道56号の各バイパス道路、松山環状線の実現に向けて動き出し、松山の骨格を固めた。1967年には瀬戸内海を越えて往来する人々に対応するため、松山観光港を建設した。また、人口増加による水不足を解消するために石手川ダムを建設した。
1975年、高齢となった宇都宮は任期満了で引退した。

### 引退後
引退後は愛媛県国際連合教育科学文化機関協会連盟会長を引き受ける。1977年に松山市名誉市民の称号を受ける。翌年、勲二等瑞宝章を受章。

## 人物
著書に「わたくしの生涯」がある。座右の銘は「剛毅朴訥」。

## 略歴
- 1917年（大正6年） 旧制松山中学（のち愛媛県立松山東高等学校）卒業
- 1920年（大正9年） 旧制第七高等学校を卒業
- 1923年（大正12年） 東京帝国大学法学部を卒業し、内務省へ入省
- 1943年（昭和18年） 青森県知事（官選）に着任。
- 1944年（昭和19年）8月1日 青森県知事を依願免本官となり退官[2]。
- 1947年（昭和22年） 井関農機株式会社顧問となる。
- 1963年（昭和38年） 松山市長に当選。
- 1975年（昭和50年） 松山市長を退任。

## 栄典
- 1940年（昭和15年）8月15日 - 紀元二千六百年祝典記念章[4]